# 新华区 (平顶山市)
新华区是中华人民共和国河南省平顶山市的一个市辖区。面积157平方公里，总人口約33.7万人。2020年1月获评中国曲艺之乡。区人民政府駐建設路277號。

## 行政区划
新华区下辖10个街道办事处、2个镇：
曙光街街道、光明路街道、中兴路街道、矿工路街道、西市场街道、新新街街道、青石山街道、湛河北路街道、湖滨路街道、西高皇街道、焦店镇、滍阳镇、香山管委会、滨湖管委会和应滨管委会。

## 人口民族
根據第七次人口普查數據，截至2020年11月1日零時，新華區常住人口336957人。